# Bitva u Bunker Hillu
Bitva u Bunker Hillu (anglicky Battle of Bunker Hill) se odehrála 17. června 1775 a byla jednou z prvních bitev americké revoluční války. Došlo k ní během obléhání britské koloniální armády umístěné v Bostonu americkou kontinentální armádou. Jméno získala po kopci Bunker Hill v dnešní čtvrti Charlestown, na levém (severním) břehu řeky Charles, severně od centra města Boston v Massachusetts, kde se odehrávala její část. I když vrch byl původním cílem pro britské i americké jednotky, většina střetu proběhla na blízkém kopci zvaném Breed's Hill.
Dne 13. června 1775 se vůdci kontinentálních sil obléhajících Brity okupovaný Boston dozvěděli, že Britové plánují vyslat vojáky, aby obsadili a opevnili kopce nad městem, což by jim umožnilo kontrolovat bostonský přístav. Zabránit tomu mělo 1 200 mužů kontinentální armády pod vedením plukovníka Williama Prescotta, kteří 16. června tajně obsadili kopce Bunker Hill a Breed's Hill. Během noci muži postavili na Breed's Hillu silnou redutu a dále menší opevněné linie napříč Charlestownským poloostrovem.
Za svítání 17. června si Britové uvědomili činnost kontinentální armády na poloostrově a zahájili útočné operace. První dva útoky na americké pozice byly odraženy. Během nich Britové utrpěli významné ztráty, při třetím a posledním útoku Britové obsadili redutu, když Američanům došla munice. Ti pak ustoupili přes Bunker Hill do Cambridge a přenechali Britům kontrolu nad poloostrovem.
Střet byl pro Brity taktickým, i když v zásadě Pyrrhovým vítězstvím, protože ztratili mnohem více mužů než Američané, včetně velkého množství důstojníků. Bitva ukázala, že nezkušené milice dokáží obstát proti pravidelným britským jednotkám. Rovněž odradila Brity od jakýchkoli dalších frontálních útoků proti dobře chráněným a bráněným nepřátelským liniím. Amerických obětí bylo mnohem méně, i když mezi jejich ztráty patřil generál Joseph Warren a major Andrew McClary, poslední oběť bitvy.
Bitva také přiměla Brity k pečlivějšímu plánování a opatrnějšímu manévrování v budoucích střetnutích, což bylo patrné v následných bojích v New Yorku a New Jersey. I když tato taktika americké armádě spíše pomáhala, než aby jí škodila, neboť jí dávala větší příležitost k ústupu, pokud hrozila zjevná porážka. Průběh bitvy v neposlední řadě přesvědčil Brity o potřebě najmout více vojáků. Do Ameriky tak dorazili Hesenští jako pomocné sbory k posílení Britů, aby dokázali čelit nové a silné kontinentální armádě.

## Počátek války

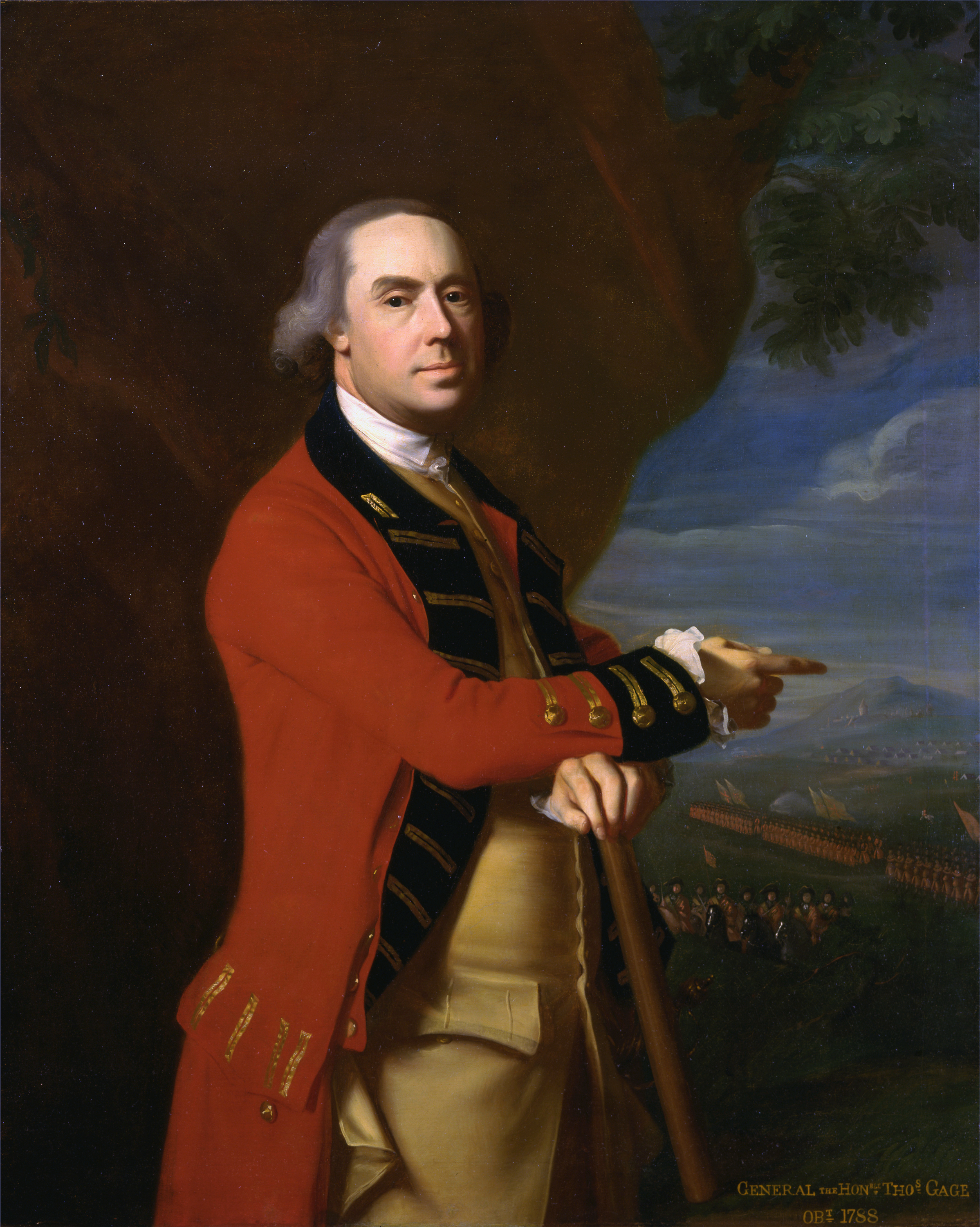
Thomas Gage na portrétu z roku 1768

Začátkem 70. let 18. století se Boston stal centrem odporu proti britskému zdanění a zavedení dovozních cel vůči koloniím. Jako odpověď na Bostonské pití čaje a další koloniální formy protestu vydal britský parlament tzv. Donucovací zákony. Na jejich implementaci měl dohlížet generál a guvernér v jedné osobě Thomas Gage, který se v květnu 1774 ujal úřadu. Zároveň poslala britská vláda do Bostonu 4 000 vojáků. Jejich cílem byla okupace města a pacifikace celé provincie Massachusetts Bay. Gage nechal uzavřít přístav, což způsobilo nezaměstnanost a vyvolalo všeobecný nesouhlas. Provinční kongres v Massachusetts organizoval domobranu (milici). Když se britské jednotky 19. dubna 1775 pokusily zabavit miliční zbraně v Concordu, došlo k prvnímu skutečnému ozbrojenému střetu začínající války, k bitvě u Lexingtonu a Concordu. Britští vojáci byli nuceni ustoupit zpět do Bostonu a při tom utrpěli těžké ztráty. Všechny novoanglické kolonie jako odpověď na tyto události vyslaly své milice k Bostonu.

## Geografie

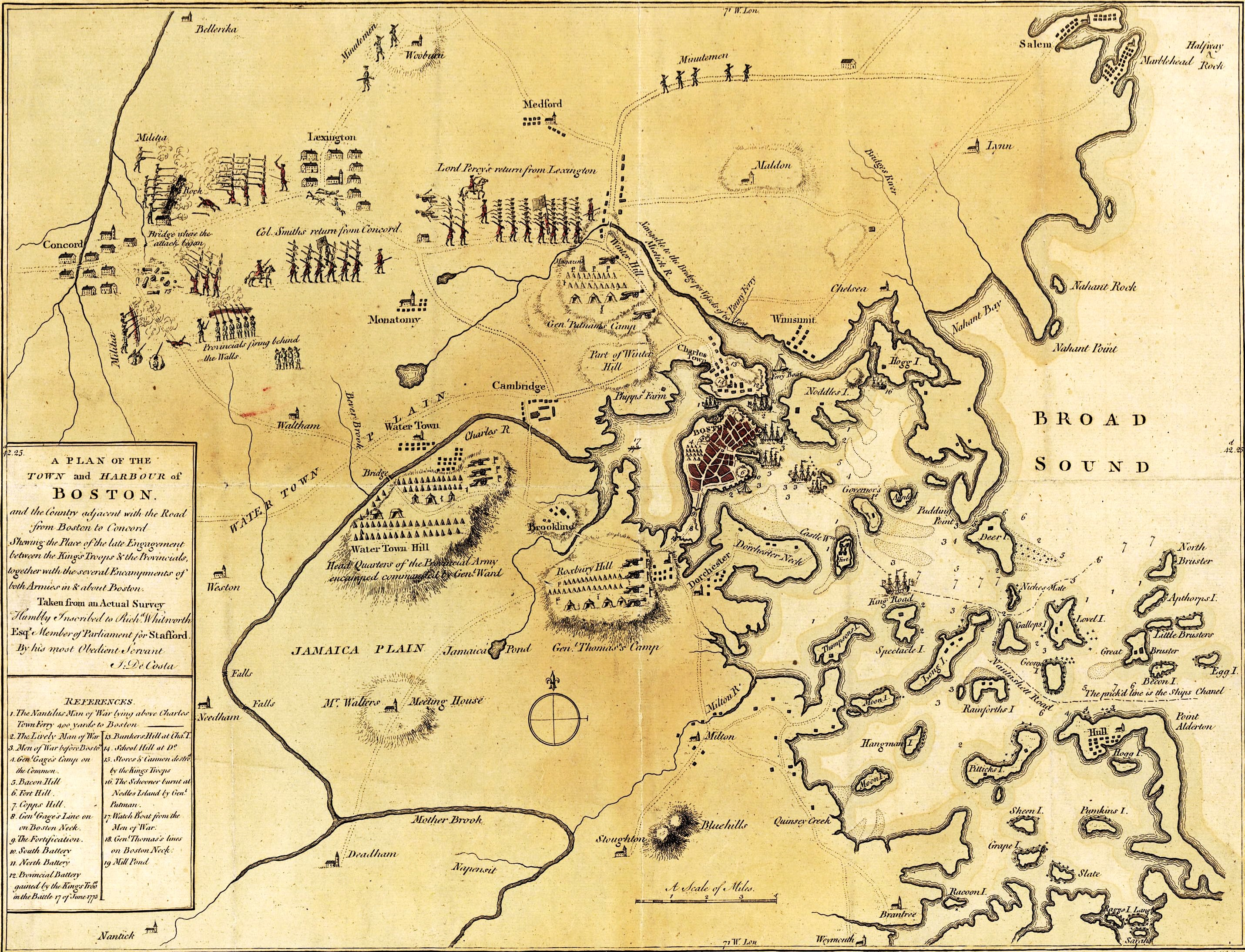
Ne zcela přesná ručně kolorovaná mapa zobrazující bitvy u Lexingtonu a Concordu z roku 1775 a obléhání Bostonu

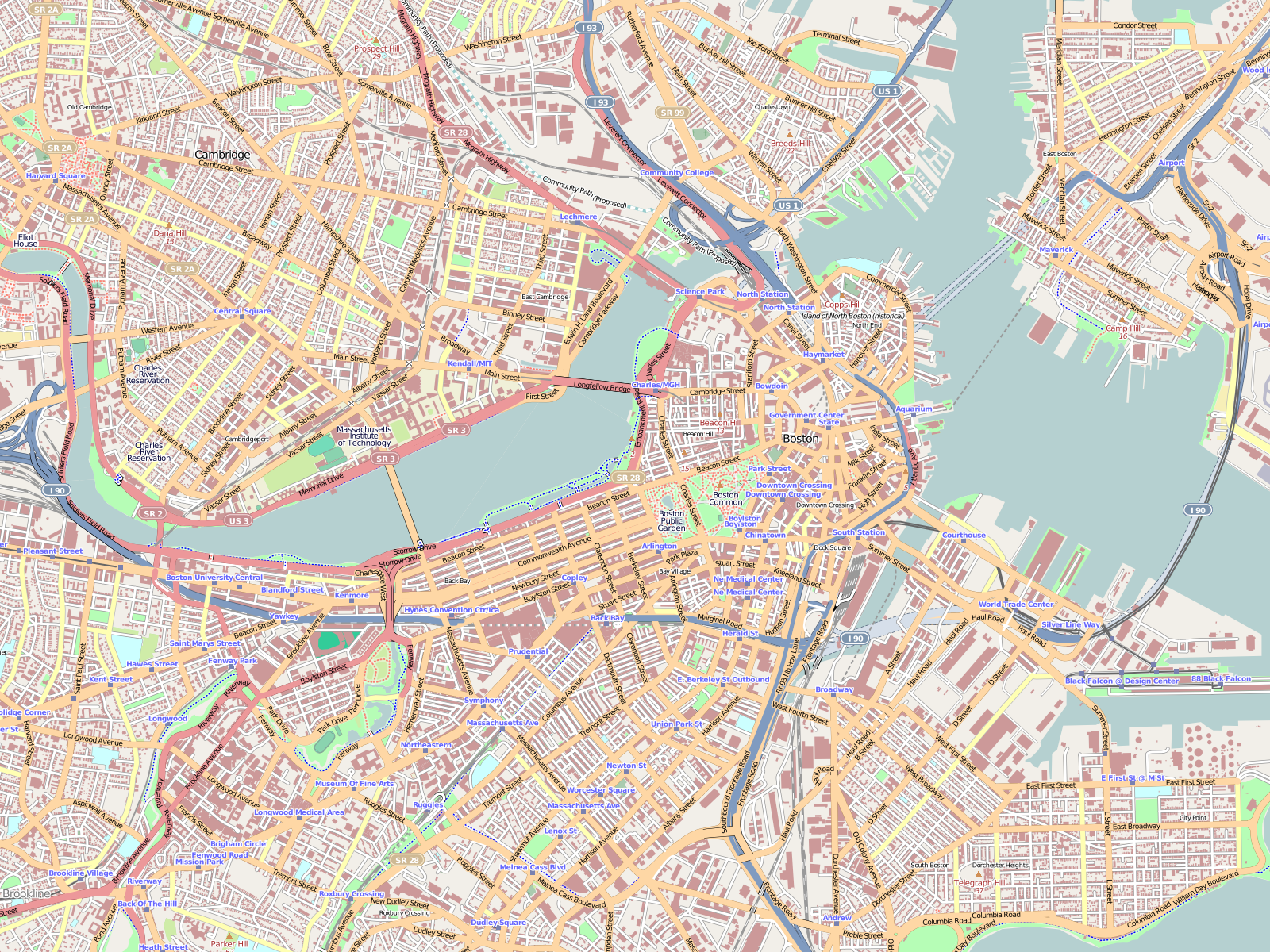
Mapa centrální oblasti Bostonu a Cambridge v současnosti. Bunker Hill je zhruba uprostřed, u horního okraje mapky.

Boston, ležící na Shawmutském poloostrově, byl dobře chráněn před útokem, neboť vody kolem poloostrova ovládaly britské válečné lodě. V důsledku bojů u Lexingtonu a Concordu z 19. dubna 1775 město obklopily milice v síle více než 15 000 mužů a účinně ho obléhaly. Pod velením Artemase Warda kontrolovala americká armáda jediný přístup k samotnému Bostonu zvaný Roxbury Neck, ale bez námořnictva nedokázala ohrozit britskou nadvládu nad přístavem. Britská armáda okupující Boston v počtu asi 6 000 mužů, jíž velel Thomas Gage, mohla dostávat zásoby i posily přes moře.
Nicméně okolí města a přístavu bylo tvořeno množstvím kopců. Pokud by se americkým milicím podařilo získat dostatek děl, mohla by být umístěna na těchto kopcích a město a přístav by se ocitly na dostřel. Milice by tak mohly donutit Brity k opuštění města či ke kapitulaci. Charlestown, ležící severně od Bostonu, byl spojen s pevninou krátkou úzkou šíjí známou jako Charlestown Neck. Na severním konci poloostrova ležel Bunker Hill s výškou 34 metrů, kopec Breed's Hill s výškou 19 metrů ležel jižněji a blíže k Bostonu. Město Charlestown se nacházelo na jižním konci poloostrova. V nejužším místě dělilo Charlestownský poloostrov od Shawmutského poloostrova méně než 1 000 stop (300 m). Kopec Copp's Hill na severním konci Bostonského poloostrova byl stejně vysoký jako Breed's Hill. Ustupující britská armáda po bitvě u Lexingtonu a Concordu skončila v Charlestownu. Generál Gage, místo aby okamžitě opevnil kopce na poloostrově, stáhl své jednotky den po bitvě do Bostonu a celý Charlestownský poloostrov se tak stal územím nikoho.

## Britské plány
Po celý květen žádal Gage o posily a dostával je, dokud Britové nedosáhli počtu asi 6 000 mužů. 25. května dorazili na lodi HMS Cerberus tři generálové: William Howe, John Burgoyne a Henry Clinton. Gage s nimi naplánoval postup bitvy o město. Strategii dokončili 12. června. Plán předpokládal vyrazit z města, zaútočit na Dorchester Neck, opevnit se na Dorchesterských výšinách (Dorchester Heights) a poté zaútočit na kontinentální síly rozmístěné v Roxbury. Jakmile bude jižní křídlo zajištěno, obsadí Britové Charlestownské výšiny a z Cambridge bude americká armáda vyhnána. Útok byl stanoven na 18. června.
Dne 13. června byl Massachusettský provinční kongres informován expresním kurýrem od Výboru pro bezpečnost v Exeteru v New Hampshiru, že jistý „nepochybně pravdomluvný“ gentleman z New Hampshire zaslechl při návštěvě Bostonu britské důstojníky spřádat plány na dobytí Dorchesteru a Charlestownu. 15. června Výbor pro bezpečnost v Massachusetts rozhodl, že je třeba postavit další obranné pozice. Generál Ward nařídil generálovi Israeli Putnamovi, aby vytvořil obrannou linii na Charlestownském poloostrově, především na kopci Bunker Hill.

## Přípravy kboji

### Americké přípravy

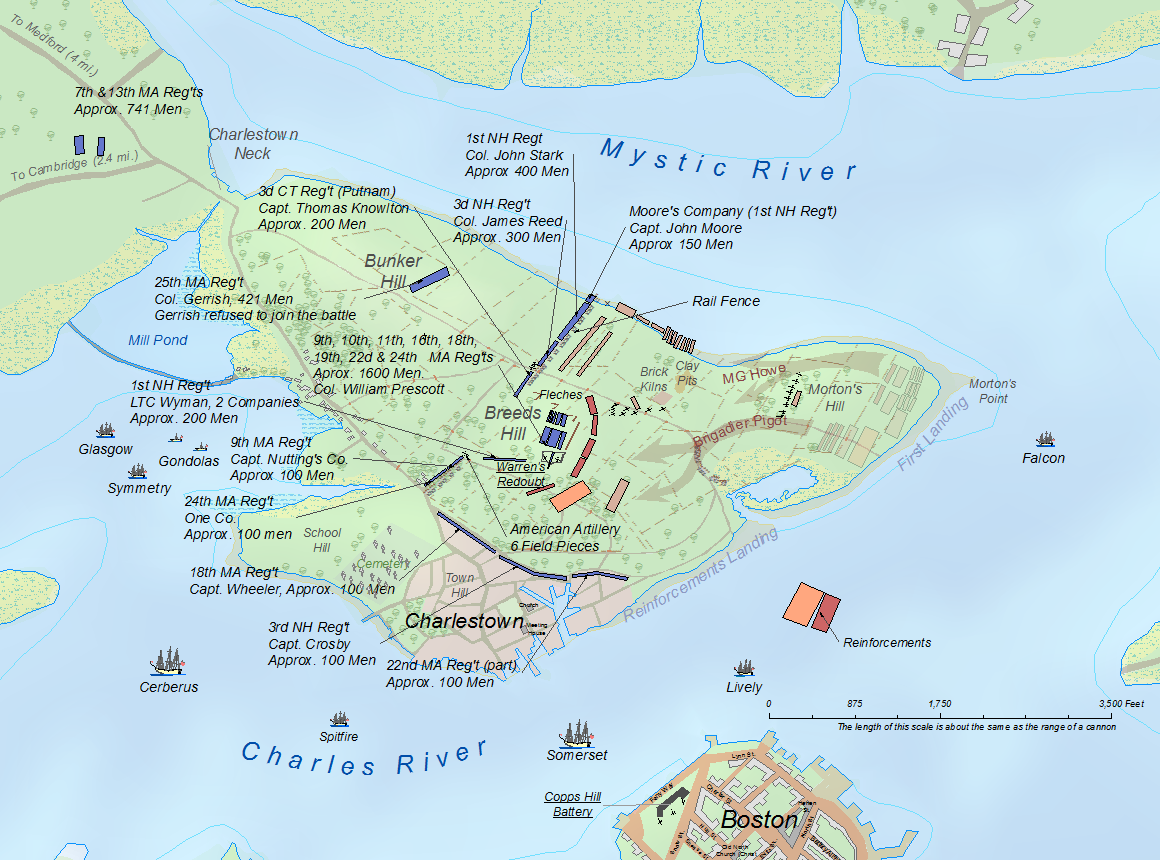
Rozložení amerických a britských sil pro bitvu u Bunker Hillu

V noci 16. června přivedl americký plukovník William Prescott na poloostrov asi 1 200 mužů, aby vyznačili pozice, ze kterých mohl být Boston ostřelován děly. Tuto sílu tvořili muži z pluků Prescotta, Putnama (vedené Thomasem Knowltononem), Jamese Frye a Ebenezera Bridge. Putnam, Prescott a inženýr kapitán Richard Gridley zpočátku nesouhlasili s umístěním obrany. Nějaké práce byly udělány na Bunker Hillu, ale Breed's Hill ležel blíže k Bostonu a byl vyhodnocen jako lépe bránitelný. Pravděpodobně proti rozkazům se důstojníci rozhodli vybudovat tam své základní obranné opevnění v podobě reduty. Prescott a jeho muži podle návrhu Richarda Gridleyho začali kopat čtvercové opevnění o straně asi 40 metrů s příkopy a hliněnými valy. Valy byly vysoké asi 1,8 m. Uvnitř reduty se nacházela dřevěná plošina, na které mohli muži stát a přes valy střílet.
Práce na Breed's Hillu si Britové všimli. Generála Clinton o aktivitě věděl, v noci vyhodnotil situaci a pokusil se přesvědčit Gage a Howa, že je potřeba připravit útok na americké pozice hned po rozednění. Britské hlídky zaznamenaly akce na kopcích, ale zřejmě nebyly přesvědčeny, že je to důvod k poplachu. Poté, brzy ráno, asi ve 4 hodiny, hlídka na palubě HMS Lively zahlédla nové opevnění a informovala svého kapitána. Loď zahájila palbu, která dočasně zastavila práci. Na palubě své vlajkové lodi HMS Somerset se admirál Samuel Graves vzbudil vyrušený střelbou, kterou nařídil kapitán HMS Lively. Vydal rozkaz k zastavení palby. Když si ráno Britové plně uvědomili situaci, generál Gage vydal nový rozkaz a zrušil Gravesovo rozhodnutí. Nařídil střelbu ze všech 128 kanónů na lodích v přístavu a také z baterií na kopci Copp's Hill u Bostonu na americké pozice, což ovšem mělo relativně malý účinek. Vycházející Slunce také upozornilo Prescotta na závažný problém s umístěním opevnění – mohlo by být ohroženo z obou stran. Okamžitě nařídil svým mužům, aby začali stavět předprsně po svahu dolů směrem na východ. Usoudil, že pro zesílení obrany směrem na západ nemá dostatek mužů.

### Britské přípravy
Britští generálové jednali o další strategii. Generál Clinton naléhal na zahájení útoku co nejdříve, a to nejprve na Charlestown Neck, čímž by znemožnil kolonistům ústup. Pak už by stačilo koloniální jednotky nechat vyhladovět a redutu obsadit. Ostatní tři generálové ho však přehlasovali. Howe ve funkci vyššího důstojníka byl toho názoru, že kopec je „přehledný, výstup na něj snadný a zkrátka bude lehké ho dobýt“. Generál Burgoyne s ním souhlasil a tvrdil, že „nevycvičená chátra“ nebude pro jejich „vycvičené jednotky“ žádným soupeřem. Poté byly vydány rozkazy k přípravě útoku.
Když generál Gage se svými muži zkoumal dalekohledem práce z Bostonu, loajalista Abijah Willard poznal svého švagra plukovníka Prescotta. „Bude bojovat?“ zeptal se ho Gage. „Za jeho muže odpovědět nemohu;“ odpověděl Willard, „ale plukovník Prescott s vámi bude bojovat až k branám pekla.“ Prescott se skutečně zachoval, jak Willard řekl. Jeho muži ale už nebyli tak rozhodní. Když měli kolonisté první oběť, Asa Pollarda z Billerica, mladého vojína zabitého dělovou palbou, Prescott vydal rozkaz pohřbít ho rychle a tiše, ale velká skupina mužů mu místo toho uspořádala slavnostní pohřeb a několik z nich krátce poté dezertovalo.
Britům trvalo šest hodin, než sešikovali pěchotu, shromáždili vojáky a uspořádali inspekční přehlídku. Generál Howe měl vést hlavní útok, protáhnout se kolem levého křídla kolonistů a napadnout je zezadu. Brigádní generál Robert Pigot na britském levém křídle měl podniknout přímý útok na opevnění a major John Pitcairn představoval rezervu. Znamenalo to přepravit loďmi asi 1 500 mužů k východnímu cípu poloostrova, známému jako Moulton's Point (či Morton's Point), tedy několik cest lodí. Přeprava trvala do 2 hodin odpoledne. Zatímco Howe se svými vojáky překračoval řeku, povšiml si velkého množství mužů z koloniálních vojsk na vrcholu Bunker Hill. Věřil, že se jedná o posily, okamžitě poslal Gageovi zprávu požadující další jednotky. Poté nařídil části lehké pěchoty zaujmout přední pozici na východní straně poloostrova a upozornil tak kolonisty na zamýšlený postup. Vojáci se následně posadili, aby se najedli, zatímco čekali na posily.

### Kolonisté posilují své pozice

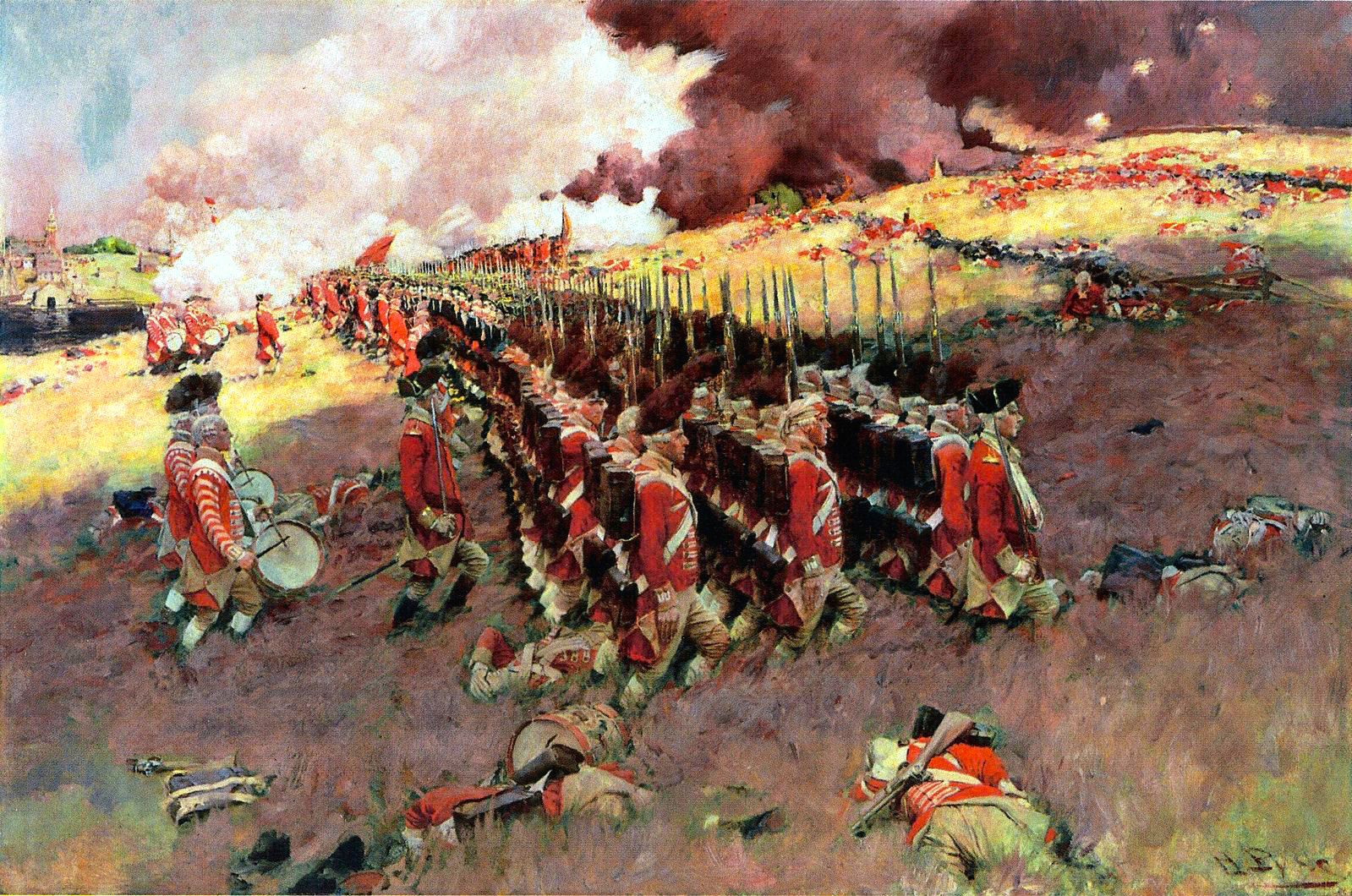
Howard Pyle: Battle of Bunker Hill, (1897)

Prescott, když viděl britské přípravy, povolal posily. Mezi ně patřil i Joseph Warren, populární mladý vůdce Massachusettského provinčního kongresu a Seth Pomeroy, postarší veterán francouzsko-indiánské války z massachusettské milice. Oba tito muži se rozhodli sloužit jako pěšáci, přestože mohli mít důstojnickou hodnost. Prescott nařídil jednotce z Connecticutu pod velením kapitána Knowltona bránit levé křídlo, kde měli muži použít jako kryt předprseň, hliněný val zpevněný kusy plotu a maskovaný senem. Postavili také tři malé zákopy ve tvaru písmene V mezi valem a Prescottovou předprsní. Vojáků, kteří dorazili jako posila tohoto postavení, bylo asi 200. Jednalo se o muže z 1. a 3. pluku New Hampshire pod velením plukovníků Johna Starka a Jamese Reeda. Starkovi muži, kteří přišli až poté, co Howe přepravil své muže (a tak vyplnili mezeru v obraně, kterou Howe mohl využít, kdyby začal svůj útok dříve), zaujali pozice podél předprsně na severu. Když odliv obnažil území podél řeky Mystic na severu, rychle dostavěli krátkou kamennou zeď až k okraji vody. Plukovník Stark vyznačil kůlem hranici asi 30 metrů před zdí a nařídil, aby nikdo nepálil, dokud ji britští pěšáci nepřekročí. Těsně před akcí dorazily další posily tvořené částmi pluků z Massachusetts plukovníků Brewera, Nixona, Woodbridge, Littleho a majora Moora a Callenderova dělostřelecká rota.
Za liniemi kolonistů panoval zmatek. Mnoho jednotek vyslaných k akci se zastavilo před přechodem Charlestown Neck z Cambridge, který byl pod neustálou palbou dělostřeleckých baterií z jihu. Jiní dorazili na Bunker Hill, ale pak v nejistotě co dál se prostě potloukali okolo. Jeden účastník to popsal slovy „zdá se mi, že nikdy nebylo více zmatku a méně rozkazů.“ Přesto se generál Putnam pokoušel řídit celou akci, ovšem velitelé jednotek často jeho rozkazy nepochopili a nebo je prostě neuposlechli.

## Britský útok

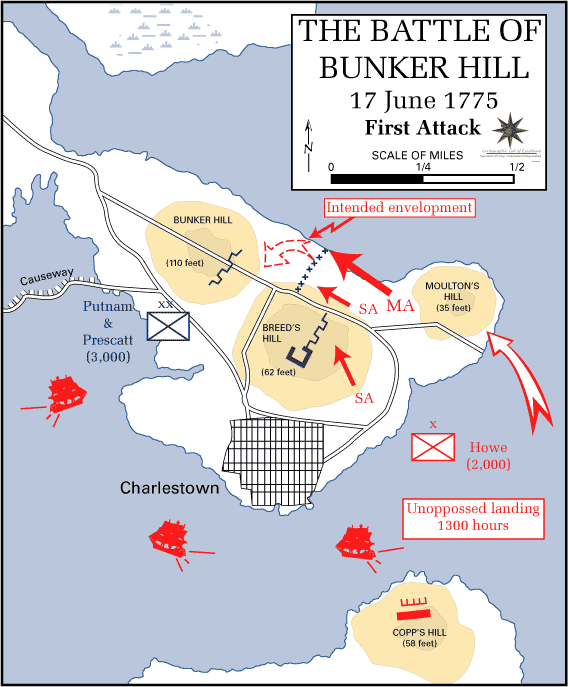
První britský útok na kopce Breed's Hill a Bunker Hill; stínované oblasti jsou kopce

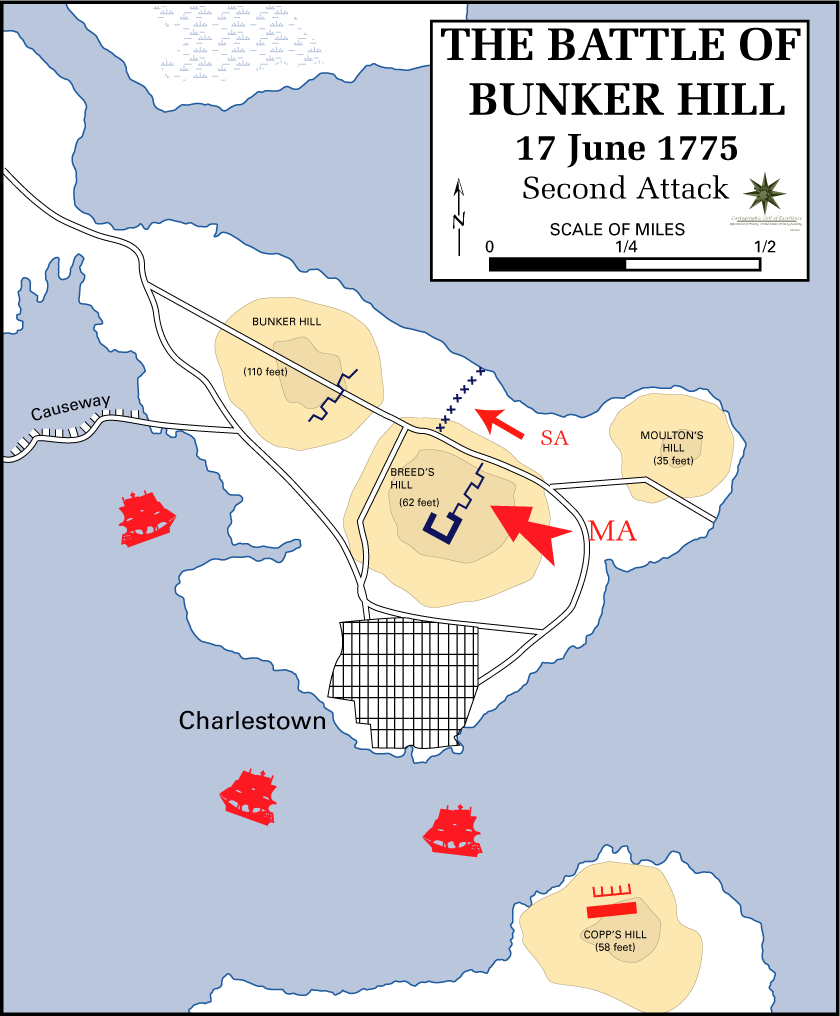
Druhý britský útok na Breed's Hill a Bunker Hill

Do tří hodin odpoledne dorazily britské posily – 47. pěchotní pluk Lancashire a 1. pluk námořní pěchoty – a Britové byli připraveni k útoku. Síly brigádního generála Pigota, které se shromažďovaly jižně od Charlestownu, utrpěly první ztráty způsobené odstřelovači. Howe požádal admirála Gravese o pomoc při jejich zneškodnění. Graves, který s touto možností počítal, nařídil pálit zápalné střely do vesnice a poté vyslal pozemní jednotku s rozkazem vypálit celé město. Kouř stoupající z Charlestownu propůjčil následné bitvě téměř surrealistické pozadí, protože vítr ho držel mimo hlavní dějiště bojů. Generál Pigot velící 5., 38., 43., 47. a 52. pluku a také námořní pěchotě majora Pitcairna měl vést předstíraný útok na opevnění. Stále však byli v Charlestownu pod palbou snajprů a Pigot, když viděl britské ztráty utrpěné během postupu generála Howea, nařídil ústup.
Generál Howe vedl lehké pěchotní jednotky spolu s granátníky do útoku na levé křídlo kolonistů. Očekával snadné vítězství proti Starkovým nedávno dorazivším jednotkám. Svou lehkou pěchotu rozmístil podél úzké pláže v řadách tak, aby se mohla otočit a zaútočit na Američany zleva. Granátníci stáli uprostřed. Linie tvořily čtyři řady a byly několik set mužů dlouhé. Když se pravidelné britské jednotky konečně přiblížily, vypukla oboustranná palba. Kolonisté způsobili britským plukům těžké ztráty, neboť je kryla kamenná zeď a mohli si přesně vybírat cíle. Britové ve zmatku ustoupili, milice své pozice udržela.
Britové se opět sešikovali a znovu zaútočili. Tentokrát Pigot neměl útok jen předstírat; měl napadnout redutu kolonistů, i kdyby to mělo být bez pomoci mužů generála Howea. Ten místo toho, aby pochodoval proti pozici Starka podél pláže, útočil proti pozici Knowltona podél dřevěného plotu. Výsledek druhého útoku byl téměř stejný jako prvního. Jeden britský pozorovatel napsal: „Většina našich granátníků a lehké pěchoty v okamžiku ztratila tři čtvrtiny či devět desetin svých mužů. Některým rotám zbylo jen osm nebo devět mužů…“ Pigot při útoku na redutu rovněž neuspěl a znovu nařídil ústup. Mezitím v zadní části koloniálních sil také panoval zmatek. Generál Putnam se pokusil, byť jen s omezeným úspěchem, poslat další jednotky z Bunker Hillu na Breed's Hill, aby podpořil muže v redutě a podél obranných linií.

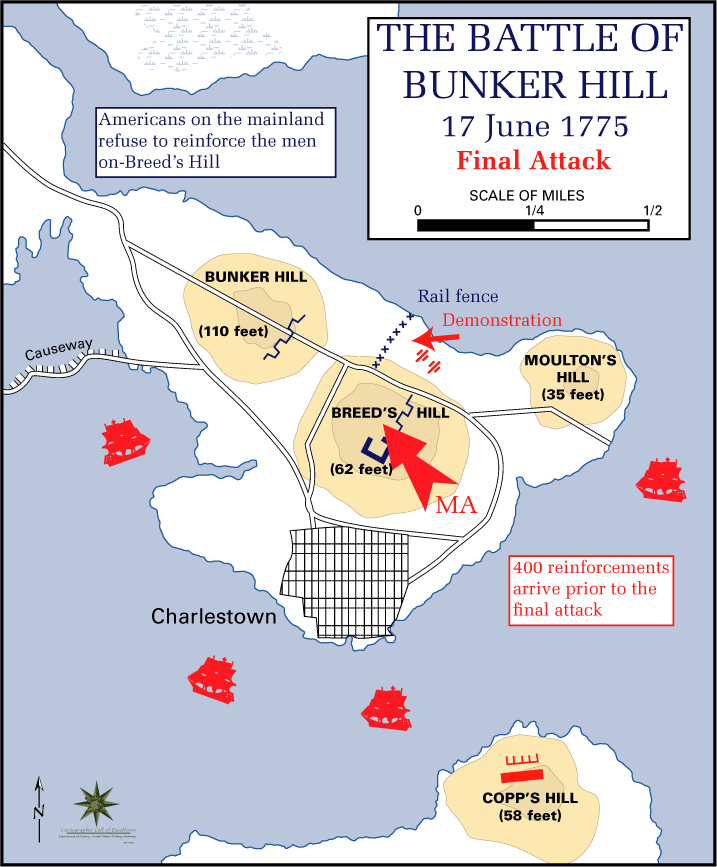
Třetí a poslední britský útok na Breed's Hill a Bunker Hill

Britský zadní voj byl také v nepořádku. Zranění vojáci, kteří byli mobilní, se dostali do přístavu a byli převezeni zpět do Bostonu. Zranění ležící na bojišti sténali či křičeli bolestí. Generál Howe, který se rozhodl, že zkusí znovu zaútočit, poslal vzkaz generálu Clintonovi do Bostonu se žádostí o další posily. Clinton, který sledoval první dva útoky, vyslal asi 400 mužů z 2. pluku námořní pěchoty a 63. pěšího pluku z West Suffolku a poté je následoval sám, aby pomohl při bojové operaci. Kromě nových rezerv přesvědčil také asi 200 zraněných, aby se připravili na třetí útok. V době mezi druhým a třetím útokem se generál Putnam nadále pokoušel nasměrovat koloniální vojáky do akce. Některé jednotky a skupiny mužů bez velitelů se chystaly k boji, jiní ustupovali. John Chester, kapitán z Connecticutu, když viděl celou ustupující rotu, nařídil svým mužům zacílit na ní muškety, aby zastavil její ústup. Muži se tedy otočili a zamířili zpět na bojiště.
Třetí útok, soustředěný jednoznačně na redutu, byl úspěšný, ačkoli kolonisté opět zahájili střelbu z mušket do britských řad, což stálo život majora Pitcairna. Obráncům došla munice, čímž se bitva omezila na boj zblízka. Britové měli výhodu, jakmile se jim podařilo probojovat se do opevnění, protože jejich jednotky měly na svých mušketách bajonety, zatímco většina kolonistů bajonety neměla. Plukovník Prescott, jeden z posledních kolonistů, kteří opustili opevnění, odrážel bodákové útoky svou za normálních podmínek slavnostní šavlí. Během ústupu z reduty byl zabit Joseph Warren.
Únik většiny koloniálních sil z poloostrova umožnily částečně kontrolovaným ústupem jednotky podél dřevěného plotu, vedené Johnem Starkem a Thomasem Knowltonem, jež tak zabránili obklíčení kopce. Jejich disciplinovaný ústup, který Burgoyne popsal jako „nikoliv útěk; byl to ústup krytý statečností a vojenskými dovednostmi“, byl tak účinný, že většina zraněných byla zachráněna. Většina mužů zajatých Brity byla smrtelně zraněna. Generál Putnam se pokusil znovu zformovat jednotky na Bunker Hillu, nicméně ústup koloniálních sil proběhl tak rychle, že musela být opuštěna děla i další vybavení. Většina obětí kolonistů pocházela z bojů během ústupu na Bunker Hill. Do pěti hodin odpoledne kolonisté ustoupili přes Charlestown Neck na opevněné pozice v Cambridge a Britové získali kontrolu nad poloostrovem.

## Následky
Britové sice zvítězili, ale s velkými ztrátami; měli 1 054 obětí (226 mrtvých a 828 zraněných), z toho byl nepřiměřeně vysoký počet důstojníků. Počet britských obětí v jediném střetnutí byl nejvyšší za celou válku. Generál Clinton s odkazem na Pyrrha z Epiru ve svém deníku poznamenal: „Několik dalších takových vítězství by brzy ukončilo britskou vládu v Americe.“ Britové měli 100 mrtvých či zraněných důstojníků, což představovalo významnou část důstojnického sboru koloniální armády v Severní Americe. Mezi oběti patřila velká část štábu generála Howa. Generál Gage ve své zprávě po bitvě ohlásil následující ztráty na důstojnících (přičemž poručíky a vyšší hodnosti zmínil jménem):
- 1 podplukovník mrtvý (James Abercrombie)
- 2 majoři mrtví, 3 zranění
- 7 kapitánů mrtvých, 27 raněných
- 9 poručíků mrtvých, 32 raněných
- 15 seržantů mrtvých, 42 raněných
- 1 bubeník mrtvý, 12 raněných

Kolonisté ztratili asi 450 mužů, z toho 115 mrtvých, zbytek tvořili ranění a malé množství zajatců. Většinu ztrát utrpěli během ústupu. Major Andrew McClary byl nejvyšším koloniálním důstojníkem, který v bitvě zemřel; zasáhla ho dělová palba na Charlestown Neck a byl posledním mužem, který v bitvě zahynul. Pojmenovali na jeho počest pevnost Fort McClary v Kittery v Maine. Vážnou ztrátou však byla smrt Dr. Josepha Warrena, jenž působil jako prezident Massachusettského provinčního kongresu a 14. června byl jmenován generálmajorem. Jeho jmenování ještě nenabylo právní moci, když o tři dny později na Bunker Hillu jako vojín dobrovolník zahynul. Britové zajali pouze třicet mužů, většinu z nich s těžkými zraněními, dvacet zemřelo během zajetí. Kolonisté ztratili mnoho nářadí pro budování opevnění, například lopaty a podobně, stejně jako pět ze šesti děl, která dopravili na poloostrov.

## Politické důsledky
…poučili jsme se o jedné pro nás smutné pravdě, že Američané, pokud mají dobré velení, jsou stejně dobří vojáci jako my.
Britský důstojník z Bostonu po bitvě
 Když se zprávy o střetu rozšířily koloniemi, byla bitva líčena jako porážka, protože nepřátelé zabrali území a způsobili velké ztráty. George Washington, který byl na cestě do Bostonu jako nový velitel kontinentální armády, obdržel informace o bitvě v New Yorku. Zpráva, jež zahrnovala poněkud nepřesná čísla obětí, dala Washingtonovi naději, že v konfliktu může jeho armáda zvítězit.
Výbor pro bezpečnost v Massachusetts (The Massachusetts Committee of Safety) se snažil zopakovat propagandistické vítězství, jež dosáhl po bitvách u Lexingtonu a Concordu, a poslal zprávu o bitvě do Anglie. Ta se však do Anglie dostala až po Gageho oficiální informaci, která dorazila 20. července. Není překvapení, že jeho zpráva vyvolala třenice a hádky mezi Toryi a Whigy, ale počet obětí znepokojil i armádu a donutil mnohé přehodnotit názory na koloniální vojenské schopnosti. Král Jiří III. se rozhodl svůj postoj vůči koloniím přitvrdit a informace o bitvě mohly přispět k jeho odmítnutí petice kontinentálního kongresu „Olive Branch Petition“, posledního významného politického pokusu o usmíření. Sir James Adolphus Oughton, armádní velitel v Severní Británii a člen parlamentní konzervativní většiny, napsal lordu Williamu Leggeovi do kolonií: „Čím dříve zakusí utrpení (Taste Distress), tím dříve nad nimi Koruna získá kontrolu a potoky krve budou zastaveny.“ Asi měsíc po obdržení Gageovy zprávy, dne 23. srpna 1775 vydala Koruna Proclamation of Rebellion, oficiálně nazvané „Prohlášení o potlačení povstání a pobuřování“, což byla reakce Jiřího III. na bitvu u Bunker Hillu. Toto přitvrzení britského postoje vedlo rovněž k vzrůstu dříve slabé podpory povstání, zejména v jižních koloniích, ve prospěch nezávislosti.
Gageova zpráva měla dopad na jeho vlastní kariéru. O jeho odvolání z funkce bylo rozhodnuto pouhé tři dny po obdržení jeho zprávy, ačkoli generál Howe ho nahradil teprve v říjnu 1775. Gage poslal britskému kabinetu další zprávu, ve které opakoval dřívější varování, že „k potlačení povstání je potřeba velké armády“, což vyžaduje najmout cizí vojáky (Hesenské pluky).

## Analýza

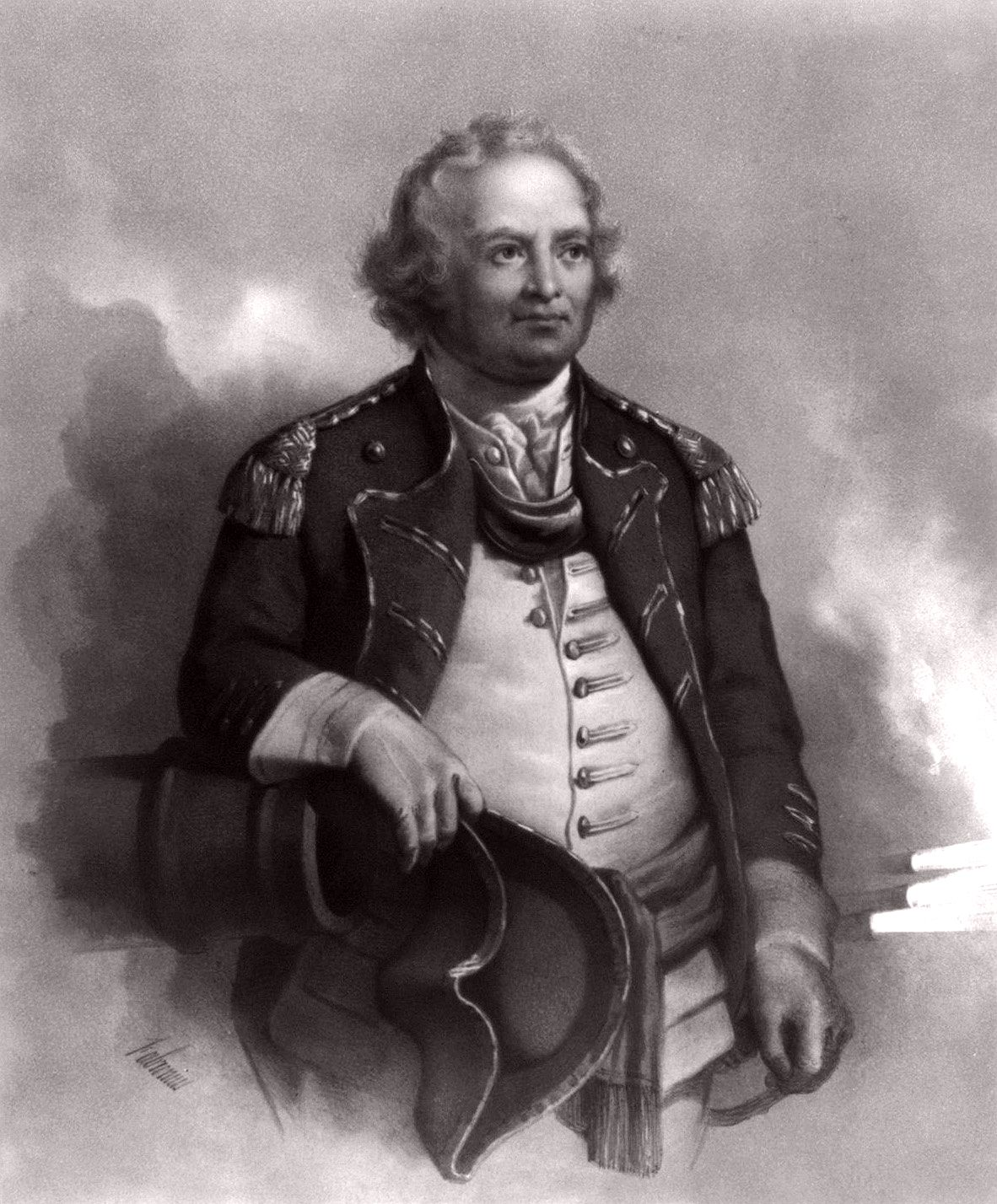
Generál Israel Putnam

O vedení bitvy bylo napsáno mnoho úvah. Obě strany učinily strategicky i takticky špatná rozhodnutí, jež mohla změnit výsledek bitvy. Zpětný pohled často bývá zkreslený a zaujatý, ovšem některé věci se zdají být zřejmé.
Roky po bitvě a dávno po smrti generála Israela Putnama zveřejnil generál Henry Dearborn zprávu o střetu v časopise Port Folio (1818), v níž obvinil Putnama z nečinnosti, zbabělého vedení a z toho, že během bitvy neposkytl potřebné posily, což následně vyvolalo dlouhotrvající diskuse mezi válečnými veterány, různými přáteli, členy rodiny a historiky. Lidi šokovala síla útoku, která vyvolala prudkou reakci obránců generála Putnama, včetně takových osobností jako byl John a Abigail Adamsovi. Historik Harold Murdock napsal, že Dearbornovo obvinění „oplývá neuvěřitelnými omyly a úžasnou fantazií“. Jeho útoku byla věnována značná pozornost, protože on sám čelil obvinění z chybných rozhodnutí v britsko-americké válce v roce 1812. Prezident James Monroe se Dearborna chystal jmenovat ministrem války, ale Senátem Spojených států ho přehlasoval a jmenování zamítl (což bylo poprvé, kdy Senát hlasoval proti potvrzení volby do prezidentského kabinetu).

### Organizace koloniálních sil

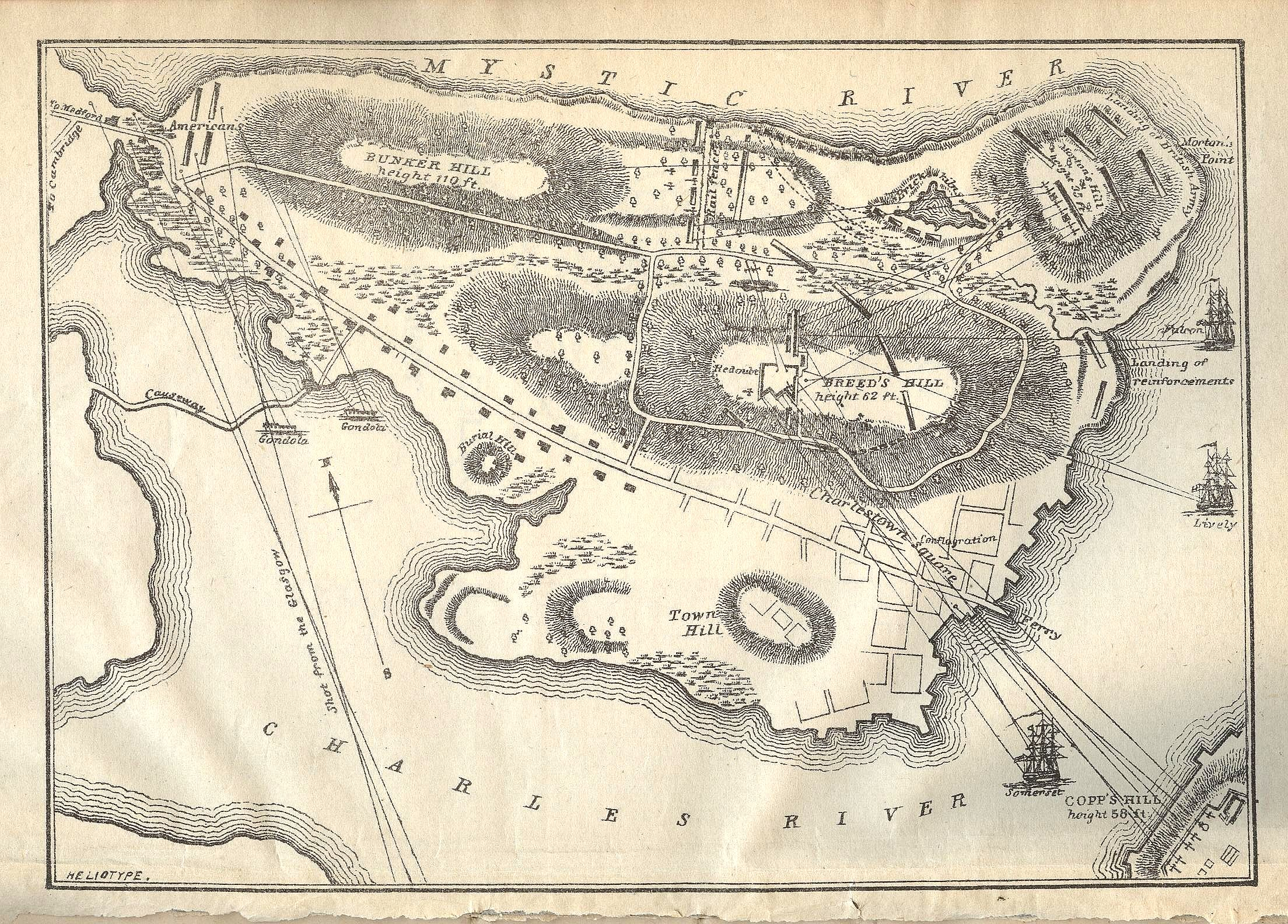
Historická mapa bitvy u Bunker Hillu obsahující nákresy opevnění a vojenských jednotek (1875)

Koloniální síly, ačkoliv nominálně pod celkovým velením generála Warda a na bojišti vedené generálem Putnamem a plukovníkem Prescottem, často jednaly zcela nezávisle. Bylo to zřejmé v úvodních fázích bitvy, kdy bylo učiněno taktické rozhodnutí, které mělo strategické důsledky. Poté, co se poradil s generálem Putnamem a plukovníkem Gridleym, se plukovník Prescott se svým štábem zřejmě v rozporu s rozkazy rozhodli spíše opevnit Breed's Hill než Bunker Hill. Opevnění Breed's Hillu by totiž přivedlo útočné dělostřelectvo blíže k Bostonu. Na druhou stranu toto rozhodnutí vystavilo americké síly hrozbě uzavření v pasti, protože by se pravděpodobně nemohly řádně bránit proti pokusům Britů vysadit jednotky v jejich týlu a převzít kontrolu nad Charlestown Neck. Pokud by Britové učinili tento krok, mohli by získat vítězství s mnohem menším počtem obětí. Ačkoliv velení v předních liniích fungovalo celkem dobře, to co se dělo za nimi, zvláště po zahájení bojů, bylo značně chaotické, částečně kvůli špatnému řetězci velení. Pouze některé jednotky milicí operovaly přímo pod Wardovým a Putnamovým velením a někteří velitelé také neuposlechli rozkazů a zůstali na Bunker Hill, místo aby se připojili k obraně při třetím britském útoku. Několik důstojníků bylo postaveno před válečný soud a bylo degradováno či propuštěno. Plukovník Prescott byl toho názoru, že třetí útok by byl odražen, kdyby jeho muži v opevnění obdrželi buď posily, nebo větší zásobou munice a prachu.

### Organizace britských sil
Britské velení po zjištění, že probíhají opevňovací práce na Breed's Hillu, reagovalo pomalu. Až ve dvě hodiny odpoledne byly jednotky připraveny k útoku, zhruba deset hodin poté, co padl první výstřel z lodi Lively. Toto poklidné tempo dalo americkým silám čas na posílení křídelních pozic, které byly špatně chráněny. Gage a Howe se rozhodli, že čelní útok bude jednoduchou záležitostí i přesto, že získání kontroly nad Charlestown Neck by přineslo jasnější vítězství. Tento krok také nebyl bez rizika, protože kolonisté mohli zasahovat Charlestown Neck palbou z výšin v Cambridge. Britské vedení však optimisticky věřilo, že „dva pluky budou stačit k tomu, aby porazily provinční síly.“

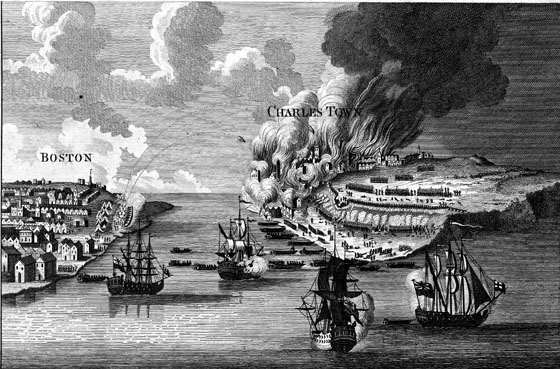
Lodge: View of the Attack on Bunker's Hill with the Burning of Charlestown (Pohled na útok na Bunker Hill a hořící Charlestown)

Místo přímého zdolání reduty rozředil Howe dvakrát své síly útokem proti levému křídlu kolonistů. Teprve při třetím útoku, kdy byl boční útok pouze předstíraný a hlavní síla nyní také posílená dalšími rezervami a více vpřed přisunutými kanóny se přímo zaměřila na opevnění, znamenal úspěch.
Po obsazení poloostrova Britové nejspíše získali taktickou výhodu, kterou mohli použít k zatlačení kolonistů do Cambridge. Generál Clinton to navrhl Howeovi. Ten to však poté, co právě vedl tři útoky s těžkými oběťmi, odmítl. Velení kontinentální armády nakonec nahlíželo na Howea jako nerozhodného velitele, což bylo Britům na škodu. Po bitvě o Long Island (1776), kdy měl také taktickou výhodu, jež mohla Washingtonovu armádu dostat do jeho rukou, znovu zaváhal a odmítl konat.
Historik John Ferling tvrdí, že kdyby generál Gage použil královské námořnictvo k zajištění úžiny Charlestown Neck, a tím odříznul Američany od pevniny, mohl dosáhnout mnohem méně nákladného vítězství. On byl ovšem motivován pomstou za odpor kolonistů v bitvě u Lexingtonu a Concordu a za relativně těžké ztráty pro Británii, a také byl přesvědčen, že nevycvičené koloniální milice bude možné porazit s malým úsilím, proto se rozhodl pro čelní útok.

## „Bělmo jejich očí“

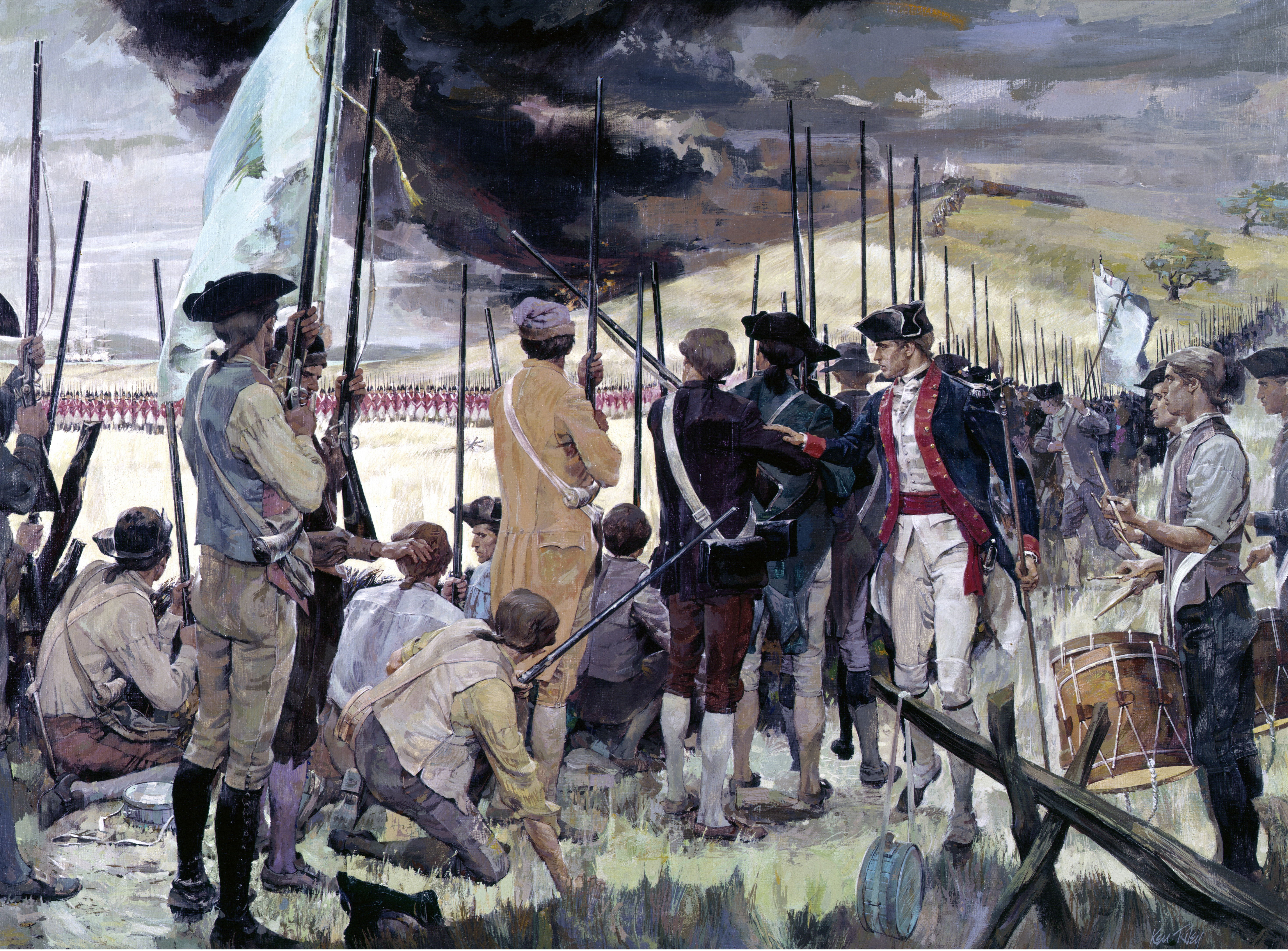
„…bělmo jejich očí“. National Guard, 2004.

Slavný výrok „Nepalte, dokud neuvidíte bělmo jejich očí“ byl zpopularizován v příbězích o bitvě u Bunker Hillu. Není jisté, kdo to tehdy řekl, existují různé teorie, včetně výpovědí očitých svědků. Výrok je připisován Putnamovi, Starkovi, Prescottovi nebo Gridleyovi, a také to mohlo být řečeno nejprve jedním z nich a ostatními jen opakováno. Nejednalo se ani o původní výrok. Myšlenka jako taková se přičítá švédskému králi Gustavu II. Adolfovi (1594–1632), který svým mušketýrům vydal trvale platný rozkaz: „nikdy nevystřelit, dokud neuvidíte svůj vlastní obraz v zornicích svého nepřítele“ Jeho vojenské teorie byly široce obdivovány a napodobovány a to byl jeden z důvodů, proč byl tento výrok tak často připomínán. Použil ho i britský generál James Wolfe v bitvě o Quebec (bitva na Abrahamových pláních), když jeho jednotky porazily 13. září 1759 armádu Louise-Josepha, markýze de Montcalm. První zmínka o bělmu očí zazněla v bitvě u Dettingenu 27. června 1743, kde podplukovník sir Andrew Agnew z Lochnawu nabádal vojáky svého pluku Royal Scots Fusiliers, aby nestříleli, dokud „neuvidí bělmo jejich očí“. Větu také používal pruský král Fridrich II. Veliký a jeho důstojníci, takže velitelé kontinentální armády výrok jistě znali. Ať už to bylo v této bitvě skutečně řečeno či nikoli, je jasné, že velitelé pravidelně připomínali svým jednotkám, aby pálili až v okamžiku, kdy to bude mít největší účinek, zejména v situacích, kdy měli omezené množství munice.

## Prominentní účastníci

Podle obrazu Johna Trumbulla nesli tuto vlajku Nové Anglie kolonisté během bitvy.

Tato vlajka, známá jako vlajka Bunker Hill, je také spojena s bitvou.

V této bitvě bojovalo značné množství významných amerických vlastenců. Například Henry Dearborn a William Eustis, oba pracovali v Kongresu, ve vládě a v diplomatických funkcích. Jiní, jako John Brooks, Henry Burbeck, Christian Febiger, Thomas Knowlton a John Stark, se stali dobře známými v dalších válečných akcích. Stark pro svou roli v bitvě u Benningtonu z roku 1777 vešel ve známost jako „hrdina od Benningtonu”. V bitvě bojovali také svobodní Afroameričané, mezi nimiž vynikali Barzillai Lew, Salem Poor a Peter Salem. Dalším důležitým účastníkem byl Daniel Shays, který se později proslavil jako vůdce protistátní rebelie v letech 1786 a 1787. Israel Potter se stal nesmrtelným díky románu Hermana Melvilla Israel Potter: His Fifty Years of Exile (1855). Plukovník John Paterson velel pluku Massachusetts First Militia, zúčastnil se povstání Daniela Shayse a stal se kongresmanem za New York. Podplukovník Seth Read, který sloužil pod Johnem Patersonem, se podílel na založení osídlení v Genevě v New Yorku a Erie v Pensylvánii a údajně měl hlavní podíl na použití hesla E pluribus unum („Z mnoha jeden“) na amerických mincích. George Claghorn z massachusettské milice byl v bitvě střelen do kolena a po válce se stal hlavním konstruktérem lodě USS Constitution, alias „Old Ironsides“, což je nejstarší námořní loď na světě, která je stále v provozu.
Významnými britskými účastníky bitvy byli: podplukovník Samuel Birch, major John Small, Lord Rawdon, generál William Howe, major John Pitcairn a generál Henry Clinton.

## Vzpomínání
Obraz Johna Trumbulla Smrt generála Warrena v bitvě u Bunker Hillu byl vytvořen jako alegorické zobrazení bitvy a Warrenovy smrti, nikoli jako přesný obrazový záznam události. Obraz ukazuje několik účastníků bitvy, včetně britského důstojníka Johna Smalla, který patřil mezi útočníky na opevnění, ale přesto byl tím, kdo smrtelně zraněného generála Warrena bránil před dalším bodákovým útokem. Byl přítelem Putnama a Trumbulla. Mezi další ústřední postavy patří Andrew McClary, který byl posledním mužem, který padl v bitvě.

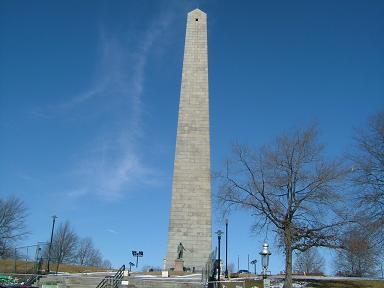
Bunker Hill Monument se sochou plukovníka Prescotta

Bunker Hill Monument je obelisk, který dosahuje výšky 67 metrů a nachází se na Breed's Hillu. Vnitřkem obelisku na jeho vrchol vedou schody. 17. června 1825, při oslavě padesátého výročí bitvy, položil základní kámen pomníku markýz de Lafayette. Když Lafayette zemřel, byl pohřben vedle své manželky Adrienne de La Fayette na pařížském Cimetière de Picpus pod zemí přivezenou z Bunker Hillu, kterou na jeho hrob nasypal jeho syn Georges. Stavba byla dokončena v roce 1843 a v roce 2007 prošla renovací. The National Park Service provozuje muzeum věnované bitvě, jež se nachází poblíž obelisku.
V nedalekém Cambridge nese malý žulový pomník tento nápis: „Zde se v noci 16. června 1775 shromáždilo 1 200 mužů kontinentálního vojska pod velením plukovníka Prescotta. Po modlitbě prezidenta Langdona se vydali na Bunker Hill.“
Bunker Hill Day, 17. června, je veřejným svátkem v okrese Suffolk, Massachusetts (který zahrnuje město Boston), jakož i Somerville v kraji Middlesex. Prospect Hill, místo koloniálního opevnění s výhledem na Charlestown Neck, je nyní v Somerville, které bylo dříve součástí Charlestownu.
Ve dnech 16. a 17. června 1875 se slavilo sté výročí bitvy vojenskou přehlídkou a recepcí s významnými řečníky, mezi něž patřili generál William Tecumseh Sherman a viceprezident Henry Wilson. Zúčastnili se ho oficiální představitelé z celé země. Slavilo se též 150. a 200. výročí bitvy.
V průběhu let byla bitva připomínána na čtyřech amerických poštovních známkách. Jméno bitvy nesla či nesou i plavidla amerického námořnictva USS Bunker Hill: letadlová loď z 2. světové války a moderní raketový křižník.
Již od konce 19. století se vedou jisté spory o to, zda střet nepřejmenovat na bitvu u Breed's Hillu či bitvu o Breed's Hill (Battle of Breed's Hill). Původní název, ač poněkud nepřesný, je nicméně tak zakořeněný, že o jeho změně oficiální místa ani historikové neuvažují.